# Жареные зелёные помидоры
«Жареные зелёные помидоры» (англ. Fried Green Tomatoes) — американский комедийно-драматический фильм 1991 года режиссёра Джона Эвнета, основанный на романе Фэнни Флэгг «Жареные зелёные помидоры в кафе „Полустанок“» (1987). Главные роли исполнили Кэти Бейтс, Мэри Стюарт Мастерсон, Мэри-Луиз Паркер, Джессика Тэнди и Сисели Тайсон.
Фильм рассказывает историю домохозяйки, недовольной своей жизнью, которая заводит дружбу с пожилой женщиной в доме престарелых, и очарована её рассказами о людях, которых она когда-то знала.
Картина вышла в прокат в США 27 декабря 1991 года, получила положительные отзывы критиков и стала кассовым хитом, собрав 119,4 млн долларов при бюджете в 11 млн долларов. На 64-й церемонии вручения премии «Оскар» фильм был номинирован на две премии «Оскар»: за лучшую женскую роль второго плана (Тэнди) и за лучший адаптированный сценарий.

## Сюжет
Эвелин Коуч, застенчивая немолодая домохозяйка, знакомится с пожилой Нинни Тредтгуд в доме престарелых в Алабаме. У мужа Эвелин Эда в этом пансионате живёт тётя. В течение нескольких встреч Нинни рассказывает Эвелин о давно заброшенном городке Полустанок и его жителях. Второй сюжетной линией фильма является неудовлетворенность Эвелин своим браком, её растущей уверенностью в себе и начавшейся дружбой с Нинни. Повествование несколько раз переключается между историей Нинни, происходящей в период между Первой и Второй мировой войнами, и жизнью Эвелин в Бирмингеме в 1980-х годах.
Повествование Нинни начинается с истории девочки-сорванца Иджи Тредгуд, самого младшего члена её семьи, которая впоследствии станет невесткой Нинни. Юная Иджи переживает горе, когда её любимый старший брат Бадди в результате несчастного случая погибает под колесами поезда. В подростковом возрасте она остаётся замкнутой в себе. По просьбе семьи Тредгуд на помощь Иджи приходит бывшая девушка Бадди Руфь Джемисон.
Иджи поначалу отвергает попытки Руфи завязать дружбу, но в течение лета между ними постепенно возникает глубокая привязанность, и они влюбляются друг в друга. В конце концов Руфь переезжает в Валдосту, штат Джорджия и выходит замуж за Фрэнка Беннета. Приехав в гости, Иджи видит, что Фрэнк постоянно издевается над беременной Руфью. Вопреки попыткам Фрэнка остановить её, Иджи с несколькими мужчинами забирает Руфь, которая возвращается в Полустанок вместе с Иджи и рожает сына — Бадди-младшего. Папаша Тредгуд дает Иджи деньги на открытие бизнеса и помощь в уходе за Руфью и Бадди-младшим.
Иджи и Руфь открывают кафе «Полустанок», в котором работают повариха Сипси и её сын Большой Джордж, чье превосходное барбекю становится очень популярным среди клиентов.
Фрэнк возвращается в Полустанок, чтобы похитить своего малолетнего сына, но неизвестный нападавший преграждает ему путь, и вскоре Фрэнка начинают считать пропавшим без вести и объявляют в розыск. Примерно через пять лет грузовик Фрэнка всплывает в реке неподалёку. Под подозрение попадает Иджи, прилюдно угрожавшая Фрэнку за избиение Руфи. Шериф Грейди Килгор задерживает Иджи и Большого Джорджа. Килгор предлагает освободить Иджи и возложить вину за убийство Фрэнка только на Большого Джорджа, но Иджи отказывается. В ходе последующего судебного разбирательства преподобный Скроггинс дает ложные показания, подтверждающие алиби Иджи и Большого Джорджа. С учётом репутации Фрэнка как беспробудного пьяницы и того обстоятельства, что его тело так и не было найдено, судья признает его возможную смерть случайной и снимает все обвинения с Иджи и Большого Джорджа.
После суда у Руфи обнаруживают рак в последней стадии, и вскоре она умирает. Когда через Полустанок перестают ходить поезда, кафе закрывается, а жители городка разъезжаются. Нинни завершает свою историю, раскрывая участь Фрэнка. Когда Фрэнк попытался похитить Бадди-младшего, Сипси ударила Фрэнка по голове чугунной сковородой и убила его. Грузовик Фрэнка столкнули в реку, а Иджи убедила Большого Джорджа разделать тело Фрэнка и приготовить из него барбекю, которое потом подали шерифу Кертису Смуту, расследовавшему исчезновение Фрэнка. Смут назвал поданное блюдо лучшим барбекю, которое он когда-либо ел.
Эвелин узнаёт, что Нинни выписали из дома престарелых, а во время её пребывания там собственный дом Нинни был снесен. Эвелин находит Нинни на развалинах её бывшего жилья. Она предлагает Нинни поселиться вместе с ней и Эдом, и Нинни соглашается. Нинни и Эвелин проходят мимо могилы Руфи, на которой стоит свежая банка с медом и сотами. На открытке написано: «Я всегда буду любить тебя. Заклинательница пчёл». «Заклинательница пчел» — прозвище, которое Руфь в юности дала Иджи, и записка означает, что Иджи всё ещё жива.

## В ролях
- Кэти Бейтс — Эвелин Коуч
- Мэри Стюарт Мастерсон — Имоджин «Иджи» Тредгуд
  - Нэнси Мур Атчисон — Иджи Тредгуд в юности
- Мэри-Луиз Паркер — Руфь Джемисон
- Джессика Тэнди — Нинни Тредгуд
- Сисели Тайсон — Сипси
- Крис О’Доннелл — Бадди Тредгуд
- Стэн Шоу — Большой Джордж
- Гиллард Сертейн — Эд Коуч
- Тим Скотт — Смоки Одиночка
- Гэри Басараба — Грэди Килгор
- Лоис Смит — мама Тредгуд
- Дэнни Нельсон — папа Тредгуд
- Джо Харви Аллен — учитель по повышению осведомленности женщин
- Мейкон Маккалман — прокурор
- Ричард Рили — преподобный Скроггинс
- Рейнор Шайн — Кертис Смут
- Грейс Забриски — Эва Бейтс
- Ник Сирси — Фрэнк Беннетт
- Констанс Шульман — Мисси

## Различия между романом и фильмом, критические отзывы
В отличие от книги, фильм не объявляет явно романтических чувств между Руфью и Иджи, оставляя отношения между ними двусмысленными. В DVD-издании фильма, в аудиокомментариях, режиссёр признаёт это и указывает, что сцена, когда Руфь и Иджи, играя, дерутся на кухне, была задумана как символическое занятие любовью. Роджер Эберт в своём отзыве также говорит, что совершенно ясно, что Иджи лесбиянка, и они с Руфью — пара, хотя мы и не знаем определённо, насколько ясно это понимала сама Руфь.
Несмотря на это отступление от романа, фильм тем не менее получил награду GLAAD Media Awards как выдающийся фильм.

## Награды
Фильм получил следующие награды:
| Награды                        | Награды | Награды              | Награды                                          | Награды                    |
| ------------------------------ | ------- | -------------------- | ------------------------------------------------ | -------------------------- |
| Фестиваль / Премия             | Год     | Награда              | Категория                                        | Победитель                 |
| Casting Society of America     | 1992    | Artios               | Лучший кастинг к художественному фильму          | Дейв Рубин                 |
| BMI Film & TV Awards           | 1993    | BMI Film Music Award |                                                  | Томас Ньюман               |
| GLAAD Media Awards             | 1992    | GLAAD Media Award    | Выдающийся фильм                                 | Жареные зелёные помидоры   |
| Retirement Research Foundation | 1992    | Wise Owl Award       | Television and Theatrical Film Fiction           | Жареные зелёные помидоры   |
| USC Scripter Award             | 1992    | USC Scripter Award   |                                                  | Фэнни Флэгг Кароль Собески |
| Young Artist Awards            | 1993    | Young Artist Award   | Best Young Actress Under Ten in a Motion Picture | Нэнси Мур Этчисон          |